# Leonyid Mihajlovics Romanov
Leonyid Mihajlovics Romanov (oroszul: Леонид Михайлович Романов) (Moszkva, 1947. február 13. –) szovjet színekben világbajnok, olimpiai ezüstérmes orosz tőrvívó, edző, sportvezető, 1989–1992 között a Szovjet Vívószövetség elnöke.